# Kyle Orton
Kyle Raymond Orton (født 14. november 1982 i Altoona, Iowa, USA) var en professionel amerikansk footballspiller, der officielt afsluttede sin karriere i NFL som quarterback for Buffalo Bills den 29.december 2014, dagen efter den regulære sæson sluttede, og det stod klart, at Bills ikke havde kvalificeret sig til slutspillet.
Orton var en del af det Chicago Bears-hold, der i 2007 nåede Super Bowl XLI, som dog blev tabt til Indianapolis Colts. Orton var dog ikke på banen, da Bears quarterback i kampen var Rex Grossman.
Kyle Orton er 193 centimeter høj og har en kampvægt på 102 kg.

## Klubber
- Chicago Bears (2005–2008)
- Denver Broncos (2009–2011)
- Kansas City Chiefs (2011)
- Dallas Cowboys (2012–2013)
- Buffalo Bills (2014)